# Casa Senillosa (Cadaqués)
La Casa Senillosa és una obra de Cadaqués (Alt Empordà) inclosa a l'Inventari del Patrimoni Arquitectònic de Catalunya. Situada al nucli urbà de la població de Cadaqués, entre la Riba des Poal i el carrer Caseta.

## Descripció
Casa unifamiliar entre mitgeres, de planta baixa i tres pisos. Manté un eix esbiaxat en façana, adaptant-se així a la configuració parcel·lària de la zona. Baixos destinats a garatge i serveis, primer pis a menjador i cuina, el segon pis a dormitoris i el tercer a sala d'estar. A la façana predominen les terrasses amb balconades, amb clara referència o readaptació descontextualitzada de l'arquitectura tradicional de la mateixa població i d'altres nuclis mariners.

## Història
El solar que ocupa aquesta edificació és de reduïdes dimensions i l'accés es fa des de dos carrers en desnivell, que propiciaran l'organització interior d'aquest habitatge unifamiliar, que utilitza com a element compensador una bateria de dormitoris secundaris en vertical per facilitar la distribució en diferents plantes de les peces principals de la casa.
L'autor del projecte fou Josep Antoni Coderch i Manel Valls, l'any 1956. La construcció s'efectuà l'any 1958.